# Antidemokracie
Antidemokracie neboli antidemokratická myšlenka je myšlenka, která kritizuje demokracii a stojí proti ní. Mezi významné antidemokratické myslitele patří Vladimir Iljič Lenin, Lev Nikolajevič Tolstoj, Adolf Hitler nebo Josif Stalin. Mezi tuto ideologii patří totalitní režimy, především stalinismus, fašismus, nacismus, také autoritativní, aristokratické, teokratické či absolutně-monarchistické postoje a anarchismus. Nacistická ideologie požaduje okamžité zrušení demokracie. Komunistické režimy se sice považovaly za demokratické (lidově-demokratické), ale jejich způsob vlády a porušování lidských práv za demokracii těžko považovat. Anarchisté odmítají jakoukoliv formu vlády, tzn. včetně demokracie.